# 아이쿠사촌
아이쿠사촌(일본어: 相草村)은 일본 시즈오카현의 서부, 기토군, 오가사군에 속했던 촌이다. 현재의 기쿠가와시 동남부에 해당한다.

## 역사
- 1889년 4월 1일 - 정촌제 시행에 의해 기토군 아이쿠사촌이 성립하였다.
- 1896년 4월 1일 - 군제 시행에 의해 오가사군 아이쿠사촌이 되었다.
- 1940년 11월 1일 - 가와노촌과 합병해 오가사촌이 성립하여, 동일 아이쿠사촌은 폐지되었다.

## 교통

### 철도
- 호리노우치 궤도(1899년 - 1935년)
  - 호리노우치 궤도선

## 참고문헌
- 가도카와 일본 지명 대사전 22 静岡県